# Donnerskirchen
Donnerskirchen (węg. Fertőfehéregyháza, burg.-chor. Bijela Crikva) – gmina targowa (Marktgemeinde) w Austrii, w kraju związkowym Burgenland, w powiecie Eisenstadt-Umgebung. Liczy 1,81 tys. mieszkańców (1 stycznia 2018).

## Współpraca
Miejscowość partnerska:
- Klaus, Vorarlberg